# República da China nos Jogos Olímpicos de Inverno de 1976
A República da China competiu nos Jogos Olímpicos de Inverno de 1976, realizados em Innsbruck, Áustria.